# Route nationale 86f
Die Route nationale 86F, kurz N 86F oder RN 86F, ist eine ehemalige Nationalstraße in Frankreich.
Die Straße entstand im 19. Jahrhundert als eine der Rhônebrücken bei Voulte-sur-Rhône. Sie wurde zunächst als Seitenast der N86 ohne Zusätze bezeichnet. Bei der Reform von 1933 war zunächst die Nummer N86H vorgesehen. Sie bekam dann schließlich die Nummer N86F zugewiesen. 1973 erfolgte die Abstufung zur Départementstraße.